# Хенцини (Любуське воєводство)
Хенцини (пол. Chęciny, нім. Sachsdorf) — село в Польщі, у гміні Ґубін Кросненського повіту Любуського воєводства.
Населення — 54 особи (2011).
У 1975-1998 роках село належало до Зеленогурського воєводства.

## Демографія
Демографічна структура станом на 31 березня 2011 року:
|          | Загалом | Допрацездатний вік | Працездатний вік | Постпрацездатний вік |
| -------- | ------- | ------------------ | ---------------- | -------------------- |
| Чоловіки | 26      | 5                  | 18               | 3                    |
| Жінки    | 28      | 10                 | 15               | 3                    |
| Разом    | 54      | 15                 | 33               | 6                    |